# Ragvon állomás
Ragvon állomás (hangul: 락원역, Ragvon-jok, handzsa: 樂園驛, RR: Ragwŏn-yŏk, ’Édenkert’) állomás Észak-Koreában, Phenjan Teszong-kujok (Taesŏng-kuyŏk) városrészén, a phenjani metró vonalán. 1975. szeptember 9-én adták át. Közelben található Phenjani Állatkert (Pyŏngyangi Állatkert).
| Hjoksin vonal                               | Hjoksin vonal | Hjoksin vonal |
| ------------------------------------------- | ------------- | ------------- |
| Szamhung (Samhŭng) Kvangbok (Kwangbok) felé | metróvonal    | végállomás    |